# 나이트코어
나이트코어는 피치를 높이고 소스 소재를 약 35% 빠르게 만드는 트랙 버전이다. 이것은 45rpm에서 33.3rpm의 비닐 레코드를 재생하는 것과 거의 같은 효과를 준다. 이 35%의 RPM 증가는 음표 C4가 음표 F#4(261.63 Hz가 353.19 Hz가 됨)보다 피치가 약간 낮아지게 하는데, 이는 약 5개의 반음 증가이다.
이 이름은 노르웨이의 뮤지컬 듀오인 "Nightcore"에서 따온 것으로, 그는 트랜스 곡과 유로댄스 곡의 음높이를 바꾼 버전을 발표했다. 또한 나이트코어는 애니메이션과 오타쿠 문화와 연관되며, 애니메이션 캐릭터와 예술을 포함한 수많은 유튜브 썸네일과 함께 한다.

## 역사

### 2000년대: 기원
나이트코어라는 용어는 2001년 노르웨이의 듀오 토머스 S에 의해 학교 프로젝트의 이름으로 처음 사용되었다. 닐센과 스테펜 오얄라 쇠데르홀름은 각각 DJ TNT와 DJ SOS라는 예명으로 알려져 있다.나이트코어(Nightcore)라는 이름은 "우리가 밤의 핵심이기 때문에 밤새도록 춤을 출 것"이라는 뜻이다. 두 사람은 독일 그룹 스쿠터의 하드코어 곡인 '네사자'와 '램프!'(논리곡)에서 음높이 이동 보컬의 영향을 받아 인터뷰에서 "이런 종류의 아티스트가 너무 적어서 우리 스타일로 음악을 섞으면 즐거울 것 같다"며 "나이트코어는 하나의 음악 스타일이 됐다"고 말하며, 행복한 음악 – '행복한 하드코어'라는 장르가 있다고 말했다.

이 듀오는 25~30%의 속도 향상(일반적으로 분당 약 160~180박자)의 트랜스 또는 유로댄스 곡으로 구성된 스타일의 트랙 템플릿을 만들었다. 나이트코어 음악은 빠른 템포와 에너지 넘치는 느낌, 고음의 보컬로 인해 행복한 하드코어, 버블검 베이스와 비교되어 왔다. 나이트코어는 그들의 2002년 13트랙 데뷔 앨범 Energyed와 그들의 후기 앨범 Summer Edition 2002, L'Hiver, Sensación, Caliente를 포함한 5개의 빠른 버전의 트랜스 음반을 만들었다. 그들의 첫 번째 앨범은 eJay와 함께 만들어졌고, 그들의 이후의 모든 작품은 그들이 "최고의 비밀" 프로그램으로 만들어졌다. 그들의 모든 음반은 그들의 지역 주변의 친구들과 DJ들에게 팔렸다. 나이트코어의 작품들은 2003년 중반부터 라임와이어, 2006년 유튜브와 같은 서비스에 등장하기 시작했다. 후자의 사이트에 등장한 첫 번째 나이트코어 트랙은 듀오의 "Dam Dadi Doo"였다. 이 프로젝트의 앨범 중 두 장만 인터넷에 공개되었다. 유튜브에 나이트코어 음악을 배포한 최초의 사람 중 한 명은 2008년부터 마이켈 631이라는 이름을 가진 사용자였다. 그들은 약 30곡의 오리지널 트랙을 웹사이트에 올렸다. 2009년, 그들은 "새로운" 나이트코어 트랙과 스타일의 재료를 만드는 기술을 발견했다. 
저는 나이트코어 노래가 합리적으로 간단한 오디오 소프트웨어를 사용하여 모든 사람이 만들 수 있다는 것을 깨달았습니다. 적어도 그 지식을 나이트코어 편집에 사용한 최초의 사람들 중 한 명이었습니다. oShy Guyzo는 Nightcore II에서 나보다 먼저 이것을 했다. 비슷한 시기에 팬메이드 나이트코어를 탐색하기 시작한 또 다른 채널은 나시노시네시노 (Nasinocinesino)였습니다.

### 2010년대: 인기
최초의 주요 나이트코어 비디오 중 하나는 유로비전 2011에서 공연된 게터 자니의 노래인 록펠러 스트리트를 위한 것이었다. 이 곡은 Osu! 플레이어로 알려진 "안드레아"라는 사용자가 유튜브에 나이트코어 버전을 올린 후 인터넷 밈이 되었다.. 거기서부터, 더 많은 사람들이 나이트코어 트리트먼트를 대중음악과 힙합과 같은 더 많은 비댄스 장르에 적용하면서, 그 음악은 인기를 얻었다. Maikel631을 포함한 나이트코어의 선구적인 업로더들은 이러한 비댄스 편집을 "가짜"라고 불렀다. 나이트코어 장면은 예술가 lilangelboi의 도움으로 SoundCloud로 넘어갔다. 그는 매니큐어 레코드와 계약하기 전에 서비스에 대해 10개에서 15개 정도의 편집 내용을 발표했다. 매니큐어의 수장인 톰 "지브리" 마이크는 이렇게 회상했다. "난 그냥 그것에 완전히 사로잡혔어. 저는 그가 했던 "Light"라는 곡을 올렸고, 우리는 그를 DJ에게 몇 개의 파티에 초대했고, 그리고 나서 그는 여기로 이사 왔어. 그것이 바로 나이트코어가 우리에게 중요한 것이 된 방법이야." 레이블의 #MANICURED 플레이리스트는 K-pop과 일렉트로 하우스 트랙의 나이트코어 렌디션으로 구성되었으며, 그들 중 일부는 피치 시프트 이외의 제작 기술을 포함하고 있으며, 소스 소재의 속도를 높이고 있다.

2010년대 중반까지 나이트코어 장면은 젬바 젬바, 맥소와 해리슨, 니나 라스베이거스, 라이언 헴스워스, 리도, 모이스트브리즈, PC뮤직의 설립자 대니 L 할과 A. G. 쿡과 같은 음악가들로부터 관심을 받았다. 하렐과 쿡은 인터뷰에서 나이트코어가 영향이라고 주장했으며, 전자는 인터뷰에서 말했 
"처음 듣는 순간부터 너무 감정적이었어요. 나는 그것이 다른 사람이 나에게 주고받는 상호작용이라고 느끼지 않는다. 그것은 단지 내 머릿속에서 감정적으로 느끼게 하는 MP3 소리입니다. 그런 종류의 것들을 가지고, 그것은 나에게 고조된 감정을 표현하는 것일 뿐입니다."

 THUMP의 한 작가는 그것을 "오늘날 가장 혁신적인 클럽 음악의 기초"라고 묘사했고, 또한 많은 "끔찍한" 인터넷 밈을 야기했다고 썼다. 
"이 곡은 2010년대까지 수많은 끔찍한 밈의 주제가 되었고, KnowYourMeme.com에 올라왔는데, 덫의 역사와 악명높은 에어 호른 샘플 옆에 깜짝 놀랄 만큼 방대한 음악 역사가 자리 잡고 있다. 그 상징적인, 자주 샘플링되는 소리처럼, 나이트코어의 피할 수 없는 매력은 크고, 거칠고, 저속한 재미, 끈적끈적하고, 사탕으로 코팅된 소리들로 가득 찬 가슴을 두근거리게 하는 실책 버스에 있다. 그것은 파일 공유와 포럼 문화가 가장 지배적이었던 곳이고, 많은 야심찬 제작자들이 온라인 상에서 더 큰 커뮤니티와 연결되는 스릴을 처음 경험했던, 덜 정형화된 인터넷 덕분이다."

댄스 뮤직 노스웨스트는 나이트코어에 대해 "댄스 음악의 주류로 환영받지 못하는 것은 너무 매력적이고, 너무 춤출 수 있고, 너무 재미있다"고 묘사했다MTV의 데이비드 터너는 루카스 그레이엄의 "7 Years"의 나이트코어 리믹스를 "일반적인 [...] 노래"와 "표절"과 같다고 묘사했다.

### 2020년대: 틱톡
소셜 미디어 플랫폼 틱톡이 2020년대에 두각을 나타내면서 음악 잡지 피치포크는 다음과 같이 언급했다: "틱톡에서 좋은 성과를 내는 음악 중 많은 부분이 속도를 높이거나 느리게 수정되었다." 피치포크는 한 나이트코어 틱톡 제작자의 말을 인용했다: "편집자들은 빠른 오디오를 가진 편집이 훨씬 더 활력이 넘치고 보는 것이 재미있기 때문에 빠른 음악을 정말로 즐긴다."

## 같이 보기
- Chopped and screwed
- 오디오 시간 연장 및 피치 스케일링